# Tiefenbach bei Oberstdorf
Tiefenbach bei Oberstdorf (amtlich Tiefenbach b.Oberstdorf) ist ein Gemeindeteil des Marktes Oberstdorf im bayerischen Landkreis Oberallgäu.

## Geschichte
Der Ort wurde 1458 in Weihe- und Ablassbriefen des Bistums Konstanz für die Kirche St. Barbara in Tiefenbach erwähnt. 1518 erbaute Graf Hugo von Montfort in Tiefenbach ein Badhaus an der Schwefelquelle. 1775 fand die Teilung des gemeinen Grundes statt, was zur Zersiedelung des bis dahin geschlossenen Dorfes führte.
1818 entstand die politische Gemeinde Tiefenbach. Von 1898 bis 1899 wurde die Straßenanbindung an die heutige B19 erbaut, die eine deutliche Verkürzung des Weges nach Oberstdorf für Pferdefuhrwerke darstellte. Zuvor war Tiefenbach mit Fahrzeugen nur von Obermaiselstein aus zu erreichen gewesen. Die Breitachklamm, die am Ausgang des Kleinwalsertals bei Tiefenbach liegt, wurde 1905 durch den Tiefenbacher Pfarrherrn Johannes Schiebel begehbar gemacht. 1917 wurde eine Lungenheilanstalt im Ortsteil Wasach eingeweiht, heute ist in dem Gebäude eine Rehaklinik für Orthopädie untergebracht.
Die Gemeinde wurde am 1. Juli 1972 in den Markt Oberstdorf eingegliedert.

## Schwefelbad Tiefenbach
Früher von den Römern und später im Mittelalter von den Grafen von Montfort und Rothenfels wurde eine Schwefelquelle auf der Barweid zur Heilung allerlei Gebrechen genutzt. Die Quelle des Schwefelbads konnte bis zum Jahr 1960 balneologisch genutzt werden, musste dann jedoch aufgrund des zurückgegangenen Mineralstoff- und Schwefelgehaltes aufgegeben werden. Das Schwefelbad legte den Grundstein für die touristische Erschließung des Luftkurortes Tiefenbach.

## Wappen
| Wappen von Tiefenbach | Blasonierung: „Schräglinks geteilt von Blau und Silber; oben eine goldene Holzbadewanne, unten ein schwarzer Latschenzweig mit grünen Nadeln.“                                                                                          |
| Wappen von Tiefenbach | Wappenbegründung: Während der Waschzuber auf das ehemalige Schwefelbad in Tiefenbach verweist, deutet der Zweig auf die mögliche Namensherkunft des Ortes von "Tüfe" (Dialekt für Mooskiefer) hin. Das Wappen wird seit 1969 verwendet. |

## Tourismus
Mit 240.000 Übernachtungen im Jahr ist der Ort trotz seiner geringen Größe ein Tourismusmagnet. Hierzu tragen 200 Kilometer Wanderwege, 85 Kilometer Loipen sowie die Skilifte an Fellhorn, Nebelhorn und Söllereck in der Gegend um Oberstdorf bei.

### Sehenswertes
- Breitachklamm
- Pfarrkirche St. Barbara, errichtet 1452, und Pfarrhaus (1759)

Siehe auch: Liste der Baudenkmäler in Tiefenbach bei Oberstdorf

## Persönlichkeiten
- Heini Ihle (* 1941), Skispringer